# Edward Sugden (1er baron St Leonards)
Pour les articles homonymes, voir Sugden.
Edward Burtenshaw Sugden (12 février 1781 - 29 janvier 1875) est un avocat britannique, juge et homme politique conservateur. 

## Biographie
Il est le fils d'un coiffeur et d'un fabricant de perruques de grande classe à Westminster, à Londres. Les détails de son éducation sont dits « obscurs ». Il semble qu'il est principalement autodidacte, bien qu'il ait également fréquenté une école privée.
Ses contemporains ont souvent fait remarquer ses origines modestes et son ascension rapide: lorsqu'il tente d'entrer pour la première fois au Parlement, il est chahuté pour avoir été fils de coiffeur. Thomas Fowell Buxton écrirait plus tard qu'« il y a peu d'exemples d'une ascension égale à celle de Sir Edward Sugden à l'époque moderne ».

## Carrière juridique et politique
Après avoir exercé le métier de convoyeur pendant quelques années, il est reçu au barreau du Lincoln's Inn en 1807, après avoir publié son fameux Traité concis et pratique sur le droit des vendeurs et des acheteurs de biens. En 1822, il est nommé conseil du roi. Il est élu à la Chambre des communes à différents moments dans différents arrondissements, où il s'est fait connaître en raison de son opposition à la réforme parlementaire . Il est nommé solliciteur général en 1829, recevant le titre de chevalier. En tant que solliciteur général, il a une vision étroite de l’émancipation des Juifs, affirmant : « Ils n’avaient rien possédé, ils ne possédaient rien. Ils n'avaient aucun droit civil et ils n'en ont jamais eu. ».
En 1834, il est nommé Lord Chancelier d'Irlande dans le premier ministère de Robert Peel et admis au conseil privé le 15 décembre 1834. Il est à nouveau Lord Chancelier irlandais dans le deuxième ministère de Peel, de 1841 à 1846. En 1849, Sugden publie "Un traité sur le droit de propriété tel qu'il était administré à la Chambre des lords", dans lequel il critique les décisions rendues par la Chambre des lords lorsqu'elle agissait en tant que cour d'appel. Dans le premier gouvernement de Lord Derby en 1852, il devient Lord grand chancelier et est élevé au rang de baron St Leonards de Slaugham, dans le comté de Sussex. Dans cette position, il s’est consacré avec énergie et vigueur à la réforme du droit (avec une importante opinion dissidente dans Jorden v Money (1854) 5 HL Cas 185 ); À son retour au pouvoir en 1858, Lord Derby lui propose à nouveau le même poste qu’il refuse pour des raisons de santé. Il continue toutefois à s'intéresser activement aux questions juridiques dont est saisie la Chambre des lords et accorde une attention particulière à la réforme du droit de la propriété . Il défend l'accomplissement de la volonté de Joseph Mallord William Turner en ce qui concerne ses legs d'art en 1857–1870.

## Publications

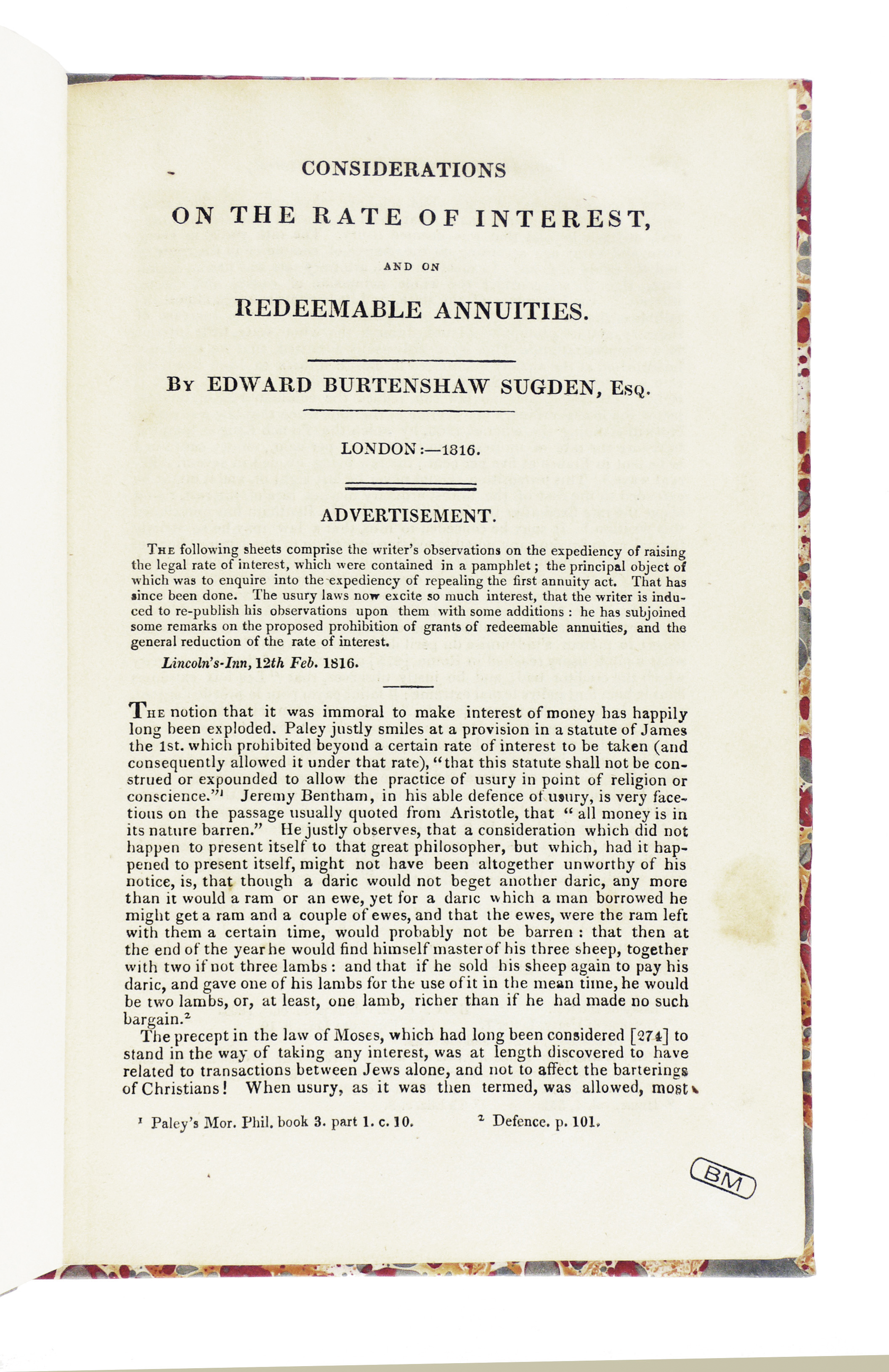
Considérations sur le taux d'intérêt, 1816 (Milano, Fondazione Mansutti).

Lord Saint Leonards est l'auteur de diverses publications juridiques importantes, dont beaucoup sont publiées à plusieurs reprises. Outre le traité sur les acheteurs déjà mentionné, ils comprennent Powers, les affaires décidées par la Chambre des lords, Gilbert on Uses, les nouvelles lois sur les biens immobiliers et le manuel de droit des biens, les représentations erronées dans Campbells Lives de Lyndhurst et Brougham, corrigées par St Leonards .

## Famille
Il épouse Winifred, fille de John Knapp, en 1808. Elle meurt en mai 1861, Lord Saint Leonards meurt à Boyle Farm, à Thames Ditton, en janvier 1875, à l'âge de 93 ans. Son petit-fils, Edward, lui succède.

### Conflit de succession
Après sa mort, son testament avait disparu, mais sa fille, Charlotte Sugden, était capable de se rappeler le contenu d'un document extrêmement complexe, et dans l'action de Sugden v. Lord Saint Leonards (LR 1 PD 154), la Cour de chancellerie accepte son témoignage et accorde l'homologation, admettant dans l'homologation un document rappelant les dispositions du testament perdu. Cette décision établit la proposition que le contenu d'un testament perdu, dont l'existence peut être prouvée, peut être prouvé par une preuve secondaire, même d'un seul témoin . Charlotte Sugden témoigne sous serment que Lord Saint Leonards avait l'habitude de lire son testament tous les soirs, de telle sorte que sa fille devait l'écouter et la mémoriser au fil des années. Cette décision est devenue un fait bien connu et un précédent étroit dans le monde juridique, s’écartant des dispositions du Wills Act de 1837 qui reste la législation principale régissant un domaine régi par l’équité (droit), puis par la common law.